# Сафонов, Андрей Михайлович
Андре́й Миха́йлович Сафо́нов (; род. 6 июня 1964, Кишинёв, Молдавская ССР, СССР) — политолог, государственный и общественный деятель Приднестровской Молдавской Республики. Начальник Управления науки, народного образования, культуры и религии Приднестровской Молдавской Республики с 26 марта 1991 по июнь 1992. Депутат Верховного совета Приднестровской Молдавской Республики VI—VII созывов.

## Биография
Родился 6 июня 1964 в Кишинёве.

### Образование
С 1971 по 1981 учился в средней школе № 33 города Кишинёва.
В 1981 поступил на исторический факультет Кишинёвского государственного университета имени В. И. Ленина, который окончил с отличием в 1986.
В 1997 поступил на заочное отделение юридического факультета Молдавского государственного университета, которое окончил в 2001.

### Трудовая и политическая деятельность
В январе 1989 являлся одним из создателей и лидеров Интернационального движения «Единство» Молдавской ССР. Член Президиума «Единства».
25 февраля 1990 избран депутатом Верховного Совета Молдавской ССР (позднее — Парламента Республики Молдова). Член депутатской группы «Советская Молдавия».
В декабре 1990 был одним из инициаторов создания депутатского движения всех уровней «Союз». На первом съезде «Союза» избран членом Президиума движения.
Осенью 1990 в советской прессе в Открытом письме Михаилу Горбачёву потребовал его ухода с поста Президента СССР за предательство и развал Союза.
С 26 марта 1991 по июнь 1992 — первый Начальник Управления науки, народного образования, культуры и религии Приднестровской Молдавской Республики.
9—21 июня 1992 находился в осаждённом войсками Молдавии Бендерском исполкоме.
В июле 1992 по поручению руководства Приднестровской Молдавской Республики выступил на сессии Верховного совета России с информацией о войне на Днестре. После этого российские депутаты приняли Постановление в поддержку Приднестровья.
Председатель правительственной Комиссии по эвакуации граждан из зоны боевых действий во время войны (1992).
С июля 1992 по конец 1993 — руководил созданием, а затем работой официального Приднестровского информационного агентства «Ольвия-пресс».
С января 1994 по 1998 — заведующий лекторской группой Приднестровского гуманитарного Фонда «Знание».
С 1998 по 2010 — соучредитель и главный редактор независимого приднестровского еженедельника «Новая газета».
С 2001 — вице-президент Фонда «Центр по защите прав человека в Приднестровье».
В 2001, 2006 и 2011 баллотировался в качестве кандидата на пост президента Приднестровской Молдавской Республики.
В декабре 2015 был избран депутатом Верховного совета Приднестровской Молдавской Республики VI созыва по избирательному округу № 20.
В ноябре 2020 был избран депутатом Верховного совета Приднестровской Молдавской Республики VII созыва по избирательному округу № 15 «Кировский».

## Семья
В разводе, есть дочь, эмигрировавшая в США в 2014 году.

## Награды
- Орден «Трудовая слава»

## Публицистика
Политолог, автор статей в приднестровской, молдавской, зарубежной прессе; комментариев на радио и ТВ. Автор книги «Судный день, или хроника президентской гонки в Молдове» (Кишинёв, 1997). Президент Ассоциации независимых политологов Приднестровья. Президент Фонда «Центр стратегических исследований и инициатив „Юго-Восток“».